# Гіпотеза Гірша
Гіпотеза Гірша — спростована гіпотеза про діаметр графу багатогранника.

## Формулювання
Для {\displaystyle d}-вимірного опуклого багатогранника з {\displaystyle n} гранями, граф, утворений його ребрами і вершинами, має діаметр не більше {\displaystyle n-d}.
Тобто будь-які дві вершини багатогранника можна з'єднати один з одним по ланцюжку з не більше ніж {\displaystyle n-d} ребер.

## Історія
Гіпотезу сформулював Воррен Гірш у листі до Джорджа Данціга в 1957 році. Поштовхом до цього став аналіз симплекс-методу в лінійному програмуванні.
Гірш довів гіпотезу для розмірності 3, а також у кількох часткових випадках. Відомо, що верхня оцінка субекспоненціальна за {\displaystyle n} і {\displaystyle d}.
В травні 2010 року Сантос Леал з університету Кантабрії продемонстрував контрприклад — 43-вимірний багатогранник з 86 гранями і діаметром графу, що перевищує 43. Результат представлено на конференції 100 років у Сіетлі: математики Клі та Ґрюнбаум і з'явився в Анналах математики. Контрприклад не має прямих наслідків для аналізу симплекс-методу, оскільки не виключає можливості більшої, але все ж лінійної чи поліноміальної кількості кроків.
Існують різні еквівалентні формулювання задачі, такі як гіпотеза про d-степінь, яка стверджує, що діаметр будь-якого 2d-фасетового багатогранника в d-вимірному евклідовому просторі не більший від d; контрприклад Леала також спростовує цю гіпотезу.
Питання про існування лінійної або поліноміальної оцінки залишається відкритим.